# نيل تارانت
نيل تارانت (بالإنجليزية: Neil Tarrant)‏ هو لاعب كرة قدم بريطاني، ولد في 24 يونيو 1979 في دارلينغتون في المملكة المتحدة. شارك مع منتخب اسكتلندا تحت 21 سنة لكرة القدم. أما مع النوادي، فقد لعب مع أستون فيلا ودارلينجتون إف سى ودرودا يونايتد ونادي آير يونايتد ونادي بارو ونادي بوسطن يونايتد ونادي روس كاونتي ونادي شامروك روفرز ونادي ماذرويل ونادي ووركينغتون ونادي يورك سيتي.

## وصلات خارجية
- نيل تارانت على موقع قاعدة بيانات كرة القدم.إي يو (الإنجليزية)
- نيل تارانت على موقع Soccerbase.com (لاعب) (الإنجليزية)